# 大辻駅
大辻駅（おおつじえき）は、かつて福岡県中間市にあった、鉄道院筑豊本線の貨物駅（廃駅）である。貨物支線の廃線に伴い、1911年（明治44年）9月1日に廃駅となった。

## 歴史
- 1909年（明治42年）1月1日 - 開業[1]。
- 1911年（明治44年）9月1日 - 貨物支線の廃線に伴い廃止[1]。

## 隣の駅
鉄道院
筑豊本線（貨物支線）
中間駅 - 大辻駅